# Banco
Um banco é uma instituição financeira que aceita depósitos do público e cria um depósito à vista e, ao mesmo tempo, concede empréstimos. As atividades de empréstimo podem ser realizadas diretamente pelo banco ou indiretamente através dos mercados de capitais.
Embora os bancos desempenhem um papel importante na estabilidade financeira e na economia de um país, a maioria das jurisdições exerce um elevado grau de regulação sobre os bancos. A maioria dos países institucionalizou um sistema conhecido como sistema de reservas fracionárias, segundo o qual os bancos detêm ativos líquidos iguais a apenas uma parte dos seus passivos correntes. Além de outras regulamentações destinadas a garantir a liquidez, os bancos estão geralmente sujeitos a requisitos de capital mínimos com base num conjunto internacional de padrões de capital, os Acordos de Basileia.
A atividade bancária, no seu sentido moderno, evoluiu no século XIV nas cidades prósperas da Itália renascentista, mas funcionou em muitos aspectos como uma continuação de ideias e conceitos de crédito e empréstimos que tinham as suas raízes no mundo antigo. Na história do banco, uma série de dinastias banqueiras – nomeadamente, os Medicis, os Fuggers, os Welsers, os Berenbergs e os Rothschilds – desempenharam um papel central ao longo de muitos séculos. O banco de varejo mais antigo existente é o Monte dei Paschi di Siena (fundado em 1472), enquanto o banco comercial mais antigo existente é o Berenberg Bank (fundado em 1590).

## História

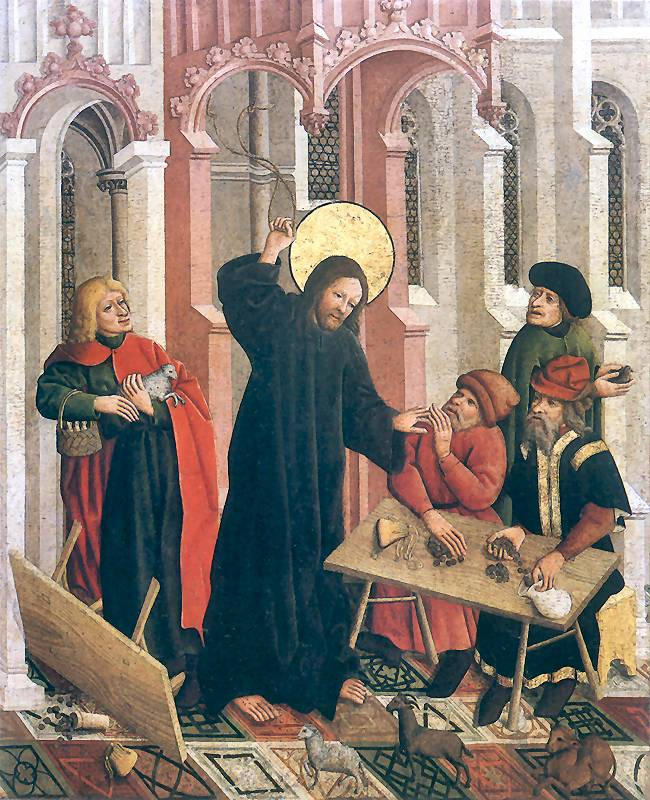
Esta pintura do século XV retrata negociantes de dinheiro em uma banca (banco) durante a Purificação do Templo

Acredita-se que a banca como atividade arcaica (ou quase bancária) tenha começado já no final do 4.º milênio a.C., até o 3.º milênio a.C.

### Medieval
A era atual da atividade bancária pode ser atribuída à Itália medieval e ao início da Renascença, às cidades ricas do centro e do norte, como Florença, Luca, Siena, Veneza e Gênova. As famílias Bardi e Peruzzi dominaram o setor bancário na Florença do século XIV, estabelecendo filiais em muitas outras partes da Europa. Giovanni di Bicci de' Medici fundou um dos bancos italianos mais famosos, o Banco Medici, em 1397. A República de Gênova fundou o primeiro banco estatal de depósito conhecido, e o Banco di San Giorgio (Banco de São Jorge), em 1407 em Gênova, Itália.

### Início da era moderna

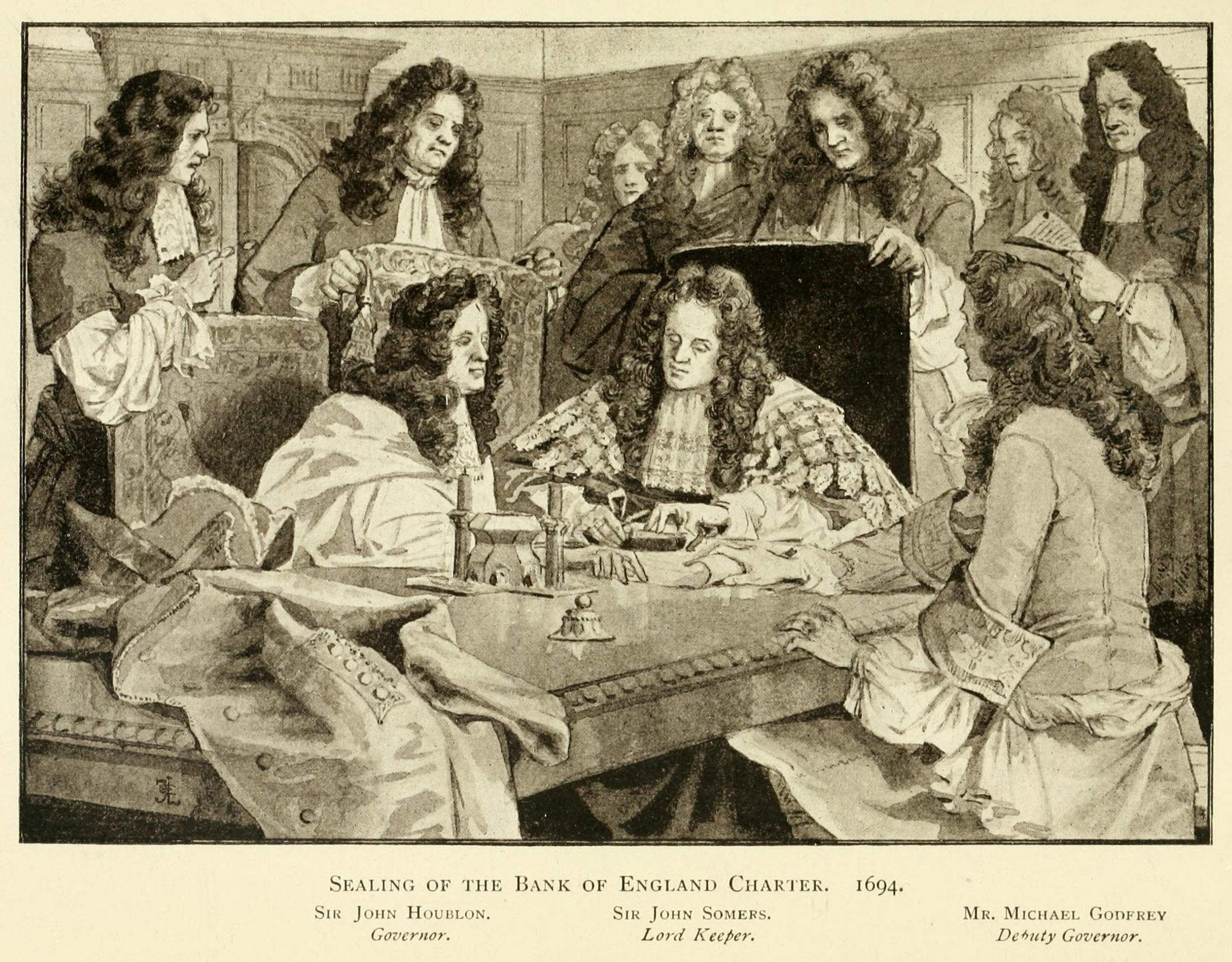
Selamento da Carta do Banco da Inglaterra (1694), por Lady Jane Lindsay, 1905

O sistema bancário de reservas fracionárias e a emissão de notas surgiram nos séculos XVII e XVIII. Os comerciantes passaram a armazenar o seu ouro junto aos ourives de Londres, que possuíam cofres privados, e que cobravam uma taxa por esse serviço. Em troca de cada depósito de metal precioso, os ourives emitiam recibos atestando a quantidade e pureza do metal que detinham como depositário; esses recibos não podiam ser atribuídos, apenas o depositante original poderia recolher os bens armazenados.
Gradualmente, os ourives começaram a emprestar dinheiro em nome do depositante, e notas promissórias (que evoluíram para notas bancárias) foram emitidas para o dinheiro depositado como empréstimo ao ourives. Assim, no século XIX, encontramos em casos normais de depósitos de dinheiro junto de empresas bancárias, ou banqueiros, que a transação equivale a um mero empréstimo ou mútuo, e o banco deve restituir, não o mesmo dinheiro, mas uma soma equivalente, sempre que é exigido e o dinheiro, quando pago a um banco, deixa de ser o dinheiro do principal (ver Parker v. Marchant, 1 Phillips 360); é então o dinheiro do banqueiro, que é obrigado a devolver um equivalente pagando uma quantia semelhante à que lhe foi depositada quando lhe foi solicitado. O ourives pagava juros sobre os depósitos. Como as notas promissórias eram pagáveis à vista e os adiantamentos (empréstimos) aos clientes dos ourives eram reembolsáveis ao longo de um período de tempo mais longo, esta foi uma das primeiras formas de sistema bancário de reservas fracionárias. As notas promissórias desenvolveram-se num instrumento transferível que poderia circular como uma forma segura e conveniente de dinheiro apoiada pela promessa de pagamento do ourives, permitindo aos ourives adiantar empréstimos com pouco risco de incumprimento. Assim, os ourives de Londres tornaram-se os precursores do sistema bancário, criando novo dinheiro baseado no crédito.

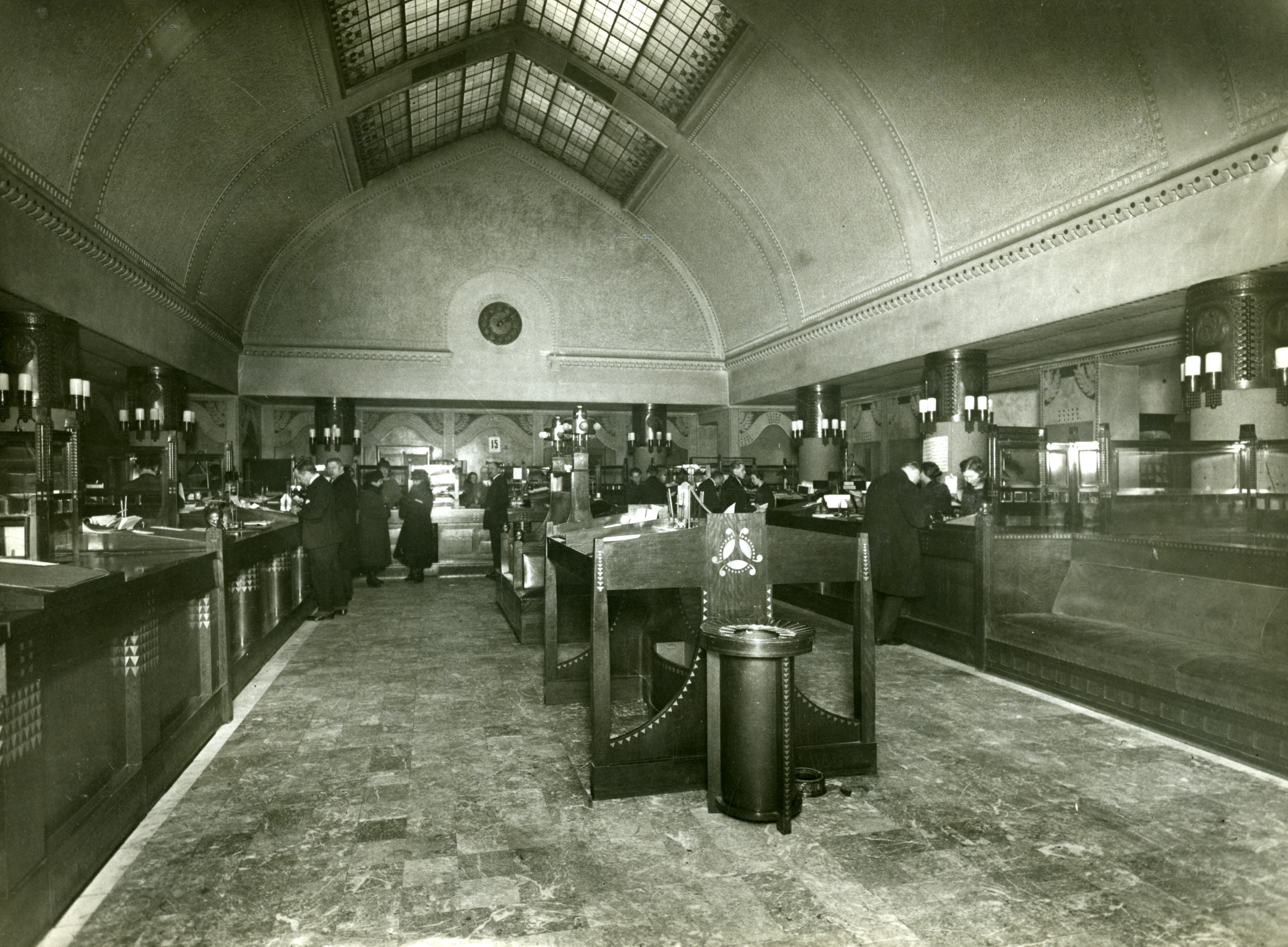
Interior da filial de Helsinque do Vyborg-Bank na década de 1910

O Banco da Inglaterra originou a emissão permanente de notas em 1695. O Banco Real da Escócia estabeleceu o primeiro cheque especial em 1728. No início do século XIX, o Lubbock's Bank havia estabelecido uma câmara de compensação de banqueiros em Londres. para permitir que vários bancos compensem transações. Os Rothschilds foram os pioneiros nas finanças internacionais em grande escala, financiando a compra de ações no canal de Suez para o governo britânico em 1875.

## Etimologia
A palavra banco vem do francês médio banque, do italiano antigo banco, que significa "mesa", do alto-alemão antigo banc, bank "banco, balcão". Os bancos eram usados como mesas improvisadas ou balcões de câmbio durante a Renascença pelos banqueiros florentinos, que faziam suas transações em cima de mesas cobertas por toalhas verdes.